# George Baird
George Hetzel Baird, född 5 mars 1907 i Grand Island i Nebraska, död 4 september 2004 i Rhinebeck i New York, var en amerikansk friidrottare.
Baird blev olympisk mästare på 4 x 400 meter vid sommarspelen 1928 i Amsterdam.